# PCMP-Wahlen in Sierra Leone 2023
Die PCMP-Wahl in Sierra Leone 2023 fanden turnusmäßig nach fünf Jahren am 20. Mai 2023 im westafrikanischen Sierra Leone statt. Sie sind indirekt Teil der Parlamentswahl 2023. In den Paramount Chief Member of Parliament Elections (PCMP-Wahlen) wurden die 14 Paramount Chiefs gewählt, die einen Sitz im Parlament von Sierra Leone erhalten.

Distrikte in Sierra Leone

## Wahlergebnis
7 der 14 Sitze der Paramount Chiefs wurden bereits im April 2023 vergeben, da in den Distrikten Kailahun, Kono, Tonkolili, Karene, Port Loko, Bo und Moyamba nur ein Kandidat sich zur Wahl gestellt hatte. Das offizielle Wahlergebnis der am 20. Mai ausgetragenen Wahl wurde am 26. Mai 2023 verkündet. In Kenema und Koinadugu gab es schlussendlich auch nur einen Kandidaten.
| Distrikt  | Kandidat                | Stimmen | Stimmenanteil |
| --------- | ----------------------- | ------- | ------------- |
| Kailahun  | Cyril Gondor II.        | –       | –             |
| Kono      | Paul Saquee V.          | –       | –             |
| Tonkolili | Masakama Kanamanka III. | –       | –             |
| Karene    | Kandeh Kawaleh II.      | –       | –             |
| Port Loko | Bai Gbereh II.          | –       | –             |
| Bo        | Desmond Kargobai        | –       | –             |
| Moyamba   | Fatmata Kajue           | –       | –             |
| Kenema    |                         | –       | –             |
| Koinadugu |                         | –       | –             |
| Bombali   | Kandeh Kieha III.       | 1630    | 63,1 %        |
| Falaba    | Thor Marrah III.        | 1184    | 29,5 %        |
| Kambia    | Bai Ngbak IV.           | 3479    | 61,7 %        |
| Bonthe    | Prince Bio              | 2374    | 50,1 %        |
| Pujehun   | Brima Kebbie III.       | 4914    | 78,1 %        |